# Angelo Macrini

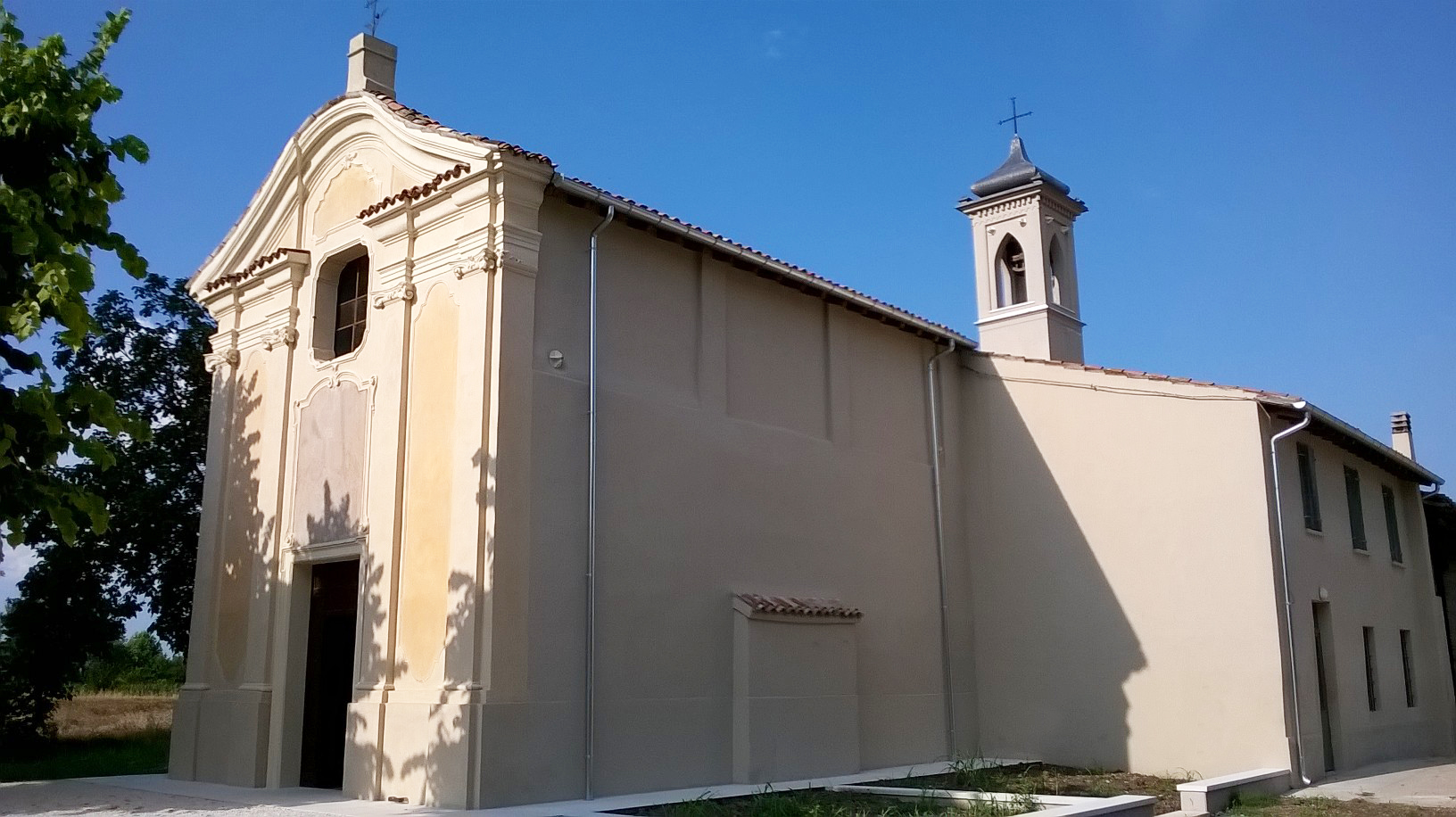
Santuario della Beata Vergine della Possenta

Angelo Macrini (Ceresara, 1476 – Mantova, 27 aprile 1534
o 1540) è stato un religioso italiano appartenente all'Ordine dei serviti.

## Biografia
Nativo di Ceresara, trascorse parte della sua vita nella comunità dei Serviti di Corte Ghisiola, nei pressi del Santuario della Beata Vergine della Possenta.
Fu Vicario generale dell'Ordine dei Servi di Maria. Erudito in teologia e in lingua ebraica, morì in fama di santità nel 1534 o nel 1540.
All'interno della chiesa di San Barnaba a Mantova si conserva una tela del pittore Pietro Fabbri, che ritrae Angelo Macrini morente.